# Међународна комисија за утврђивање истине о Јасеновцу
Међународна комисија за утврђивање истине о Јасеновцу (енгл. The International Commision for the Truth on Jasenovac) је интернационална организација која окупља најистакнутије свјетске стручњаке из поља проучавања геноцида и холокауста, а бави се истраживањем истине о Систему усташких концентрационих логора смрти Јасеновац. 
Ова комисија је основана 2000. године под називом „Међународна комисија стручњака за истину о Јасеновцу“. Сједиште комисије је у Бањалуци.

## Број жртва страдалих у Јасеновцу
Међународна комисија за истину о јасеновачком систему усташких концентрационих логора смрти за истребљење Срба, Јевреја и Рома је закључила 27. априла 2009. године да су усташе успјеле да у Јасеновцу и Доњој Градини убију више од 700.000 Срба, преко 23.000 Јевреја и око 80.000 Рома.
THE INTERNATIONAL COMMISSION FOR THE TRUTH ON JASENOVAC — STATEMENT: The International Commission for the Truth on Jasenovac System of Croatian Cocentration Camps can conclude that Croats managed to exterminate more than 700 000 Serbs, more than 23 000 Jews and apr.80 000 Roma.— Бањалука, 27. април 2009.

## Декларација о геноциду у Јасеновцу
Декларација о геноциду у Јасеновцу је назив декларације коју је усвојила Међународна комисија за утврђивање истине о Јасеновцу на својој петој међународној конференцији 25. маја 2011. у Бањалуци.

## Међународна конференција о Јасеновцу
До сада су одржане четири међународне конференције о Јасеновцу. Пуни назив конференција гласи: Међународна конференција о систему концентрационих логора и стратишта хрватске државе за истребљење Срба, Јевреја и Рома у Другом свјетском рату.
- Прва међународна конференција о Јасеновцу, 29-31. октобар 1997. године, Њујорк, САД
- Друга међународна конференција о Јасеновцу, 8-10. мај 2000. године, Доња Градина, Бањалука, Република Српска
- Трећа међународна конференција о Јасеновцу, 29–30. децембар 2002. године, Јерусалим, Израел
- Четврта међународна конференција о Јасеновцу, 30-31. мај 2007. године, Доња Градина, Бањалука, Република Српска[5]
- Пета међународна конференција о Јасеновцу, 24-25. мај 2011. године, Бањалука[6][7][8]

## Састав међународне комисије
Председник комисије је професор лондонског универзитета, антрополог др Србољуб Живановић, а његов замјеник је Џорџ Богданић. Први координатор комисије је био покојни др Милан Булајић, а нови је Саша Аћић.
Стални чланови ове комисије су:
- др Мајкл Беренбаум (Michael Berenbaum), (Музеј холокауста у Вашингтону), Лос Анђелес, САД
- проф. др Бернард Клајн (Bernard Klein of CUNY's Kingsborough College History Department), Њујорк, САД
- проф. Волтер Робертс (Walter R. Roberts), Вашингтон, САД
- др Јелена Гускова (Yelena Guskova), (Директор Центра за балканске кризе у Институту за словенске студије при Академији наука Русије), Москва, Русија
- проф. др Србољуб Живановић,, Лондон, Уједињено Краљевство
- Џорџ Богданић (George Bogdanich), САД
- проф. Ијан Ханкок, Међународна организација Рома
- Ефраим Зуроф (Efraim Zuroff director of the Simon Wiesenthal Center office in Jerusalem), Јерусалим, Израел
- Марко Аурелио Ривели (Marco Aurelio Rivelli), Милано, Италија
- Ванита Синг (Vanita Singh), Индија
- проф. Алексис Труде (Alexis Troude professor of History/Geography in Paris, specialized for region of ex Yugoslavia), Париз, Француска
- проф. др Рајко Долочек, Чешка Република
- др Милан Булајић, (Director of the Genocide Museum), Фонд за истраживање геноцида, Београд, Република Србија
- др Ванда Шиндли (Wanda Schindley), Далас, САД
- Екатарина А. Самојлова (Ekatarina A. Samoylova), Руска Федерација
- Јевгениј Васиљевич Черносвитов (Eugenij Vasilevic Chernosvitov), Руска Федерација
- Тим Фентон (Tim Fenton), Лондон, Велика Британија
- Џон Питер Махер (John Peter Maher)
- Џаред Израел (Jared Israel)
- Драгољуб Ацковић, Република Србија
- Вилијам Дорић (William Dorich), САД
- Ана Филимонова, Руска Федерација
- Владимир Умељић, Њемачка
- Саша Аћић, Република Српска